# Rose Lok
Rose Lok (Londres, 26 de diciembre de 1526-21 de noviembre de 1613) fue una empresaria inglesa y exiliada  protestante durante el período Tudor. A la edad de ochenta y cuatro años escribió unas memorias que cubren la primera parte de su vida.

## Familia
Rose Lok, nació en Londres el 26 de diciembre de 1526, fue una de los diecinueve hijos de Sir William Lok (1480-1550), el señor acomodador de Enrique VIII y su aprovisionador textil. Fue comerciante de telas, sheriff y concejal de Londres. Rose, cinco de sus hermanos y seis de sus hermanas sobrevivieron hasta la edad adulta, todos hijos de los primeros dos matrimonios de su padre. Según Sutton, la madre de Rose Lok era Alice Spenser, la primera de las cuatro esposas de Sir William Lok, que se había convertido al protestantismo.
Sin embargo, según McDermott, Alice Spenser murió en 1522 y la madre de Rose Lok era la segunda esposa de Sir William Lok, Katherine Cooke (d.1537), hija de Sir Thomas Cooke de Wiltshire. Uno de sus hermanos, Michael Lok, era el comerciante y patrocinador de las expediciones Frobisher. Otro hermano fue Henry Lok, padre del poeta Henry Lok. Entre sus hermanas estaban Elizabeth Lok (1535-c.1581), que se casó primero con un mercader londinense, Richard Hill, y en segundo lugar con Nicholas Bullingham, obispo de Linkoln; y Jane Lok. Su padre, Sir William Lok, fue un antepasado lejano del filósofo John Locke (1632-1704).

## Carrera
En 1536, la familia de Rose Lok vivía en Cheapside, en Londres, «bajo el signo del candado». Su padre era alguacil en 1548, y fue nombrado caballero ese año por el joven Eduardo VI. Sir William Lok y su esposa eran protestantes y apoyaron el divorcio de Enrique VIII con Catalina de Aragón. Sir William Lok era el «aprovisionador textil» del rey. El rey cenó una vez en la casa de Lok en Londres. Según Sutton, todos los hijos de Sir William Lok eran merceros, y es probable que todas sus hijas, incluida Rose, fueran mujeres comerciantes en seda.
En 1610, cuando tenía ochenta y cuatro años, Rose Lok escribió un relato de la primera parte de su vida. En ella hablaba de las actividades de sus padres para fomentar sus creencias protestantes, incluido el hecho de que su padre rechazó en 1534 una copia de la bula papal que excomulgaba a Enrique VIII, que había sido publicada en Dunkerque, de sus traducciones al francés de los Evangelios y de las Epístolas para la segunda esposa de Enrique VIII, Ana Bolena, y de su madre haber leído en voz alta tratados evangélicos a Rose y a sus hermanas en secreto cuando eran niños.
La madre de Rose murió más tarde en un parto. En 1543 Rose se casó con Anthony Hickman, un mercero y aventurero mercante que estaba en sociedad con el hermano mayor de Rose, Thomas Lok. Hickman y Thomas Lok poseían varios barcos, incluido el Mary Rose, que recibió el nombre de sus respectivas esposas. Las cuentas de algunos de sus viajes fueron incluidas por Richard Hakluyt en su «Principal Navigations». Rose y su esposo tenían amistad con destacados clérigos protestantes, incluidos el obispo John Hooper, el  martirólogo John Foxe y el líder protestante escocés, John Knox quien mencionó a Rose y su esposo en varias de sus cartas escritas entre 1556 y 1561 a Anne Locke, la cuñada de Rose.
Cuando María I de Inglaterra, católica, llegó al trono en 1553, Anthony Hickman y Thomas Lok fueron enviados a la prisión de  Fleet por haber ayudado a los protestantes encarcelados y por haber mantenido la herejía. Posteriormente fueron puestos en libertad y en arresto domiciliario bajo la supervisión de William Paulet,  primer marqués de Winchester, y finalmente liberados. El marido de Rose se trasladó a Amberes, mientras que Rose se fue con unos amigos de Oxfordshire, donde dio a luz y bautizó a su hijo como católico después de haber discutido el asunto antes con los obispos Cranmer, Latimer y Ridley.
Después de haber dado a luz, Rose se unió a su esposo en Amberes y mientras tanto, daba a luz a otro niño que ella había hecho bautizar secretamente por un ministro protestante. Después de la muerte de la  Reina María en noviembre de 1558, Rose regresó a Inglaterra, pero como su relato termina en este punto, por lo que poco se sabe del resto de su vida, aparte del hecho de que ella murió el 21 de noviembre de 1613, con ochenta y seis años. Su epitafio pervive a partir de 1637. Según Lowe, aunque su vida fue de devoto protestantismo, también estaba muy atrapada en asuntos comerciales y materiales y con el impacto de los cambios religiosos en su nivel de vida.
El relato de Rose Lok de sus primeros años está en la actualidad depositado y custodiado por la  Biblioteca británica con la referencia «Add MS 43827».

## Matrimonios y problema
Rose Lok se casó primero, el 28 de noviembre de 1543, con el comerciante londinense Anthony Hickman (d.1573), hijo de Walter Hickman de Woodford, Essex, con quien tuvo al menos tres hijos, William, Henry (d.1618) y Walter.
Se casó en segundo lugar con Simon Throckmorton (1526? -1585) de Brampton, Huntingdonshire, tercer hijo de Richard Throckmorton de Higham Ferrers de Joan Beaufo, hija de Humphrey Beaufo de Whilton, Northamptonshire. Era sobrino de Sir George Throckmorton de Coughton Court y ocupó el cargo de  miembro del parlamento por Huntingdon en 1554 y nuevamente en 1559.